# Blanche Doumer
Pour les articles homonymes, voir Doumer.
Blanche Doumer, née Marie Richel le 8 juin 1859 à Soissons (Aisne) et morte le 4 avril 1933 à Paris, est l'épouse de Paul Doumer, président de la République française de 1931 à 1932.
Mère de huit enfants, elle voit quatre de ses cinq fils mourir pour la France du fait de la Première Guerre mondiale. Son mari est quant à lui assassiné après moins d'un an de présidence.

## Biographie

### Origines familiales
Marie Célinie Blanche Richel est la fille de Clément Laurent Richel (1835-1911), professeur au collège de Soissons puis inspecteur de l'enseignement primaire, et de Clémence Léontine Sampité (1836-1897).

### Mariage avec Paul Doumer

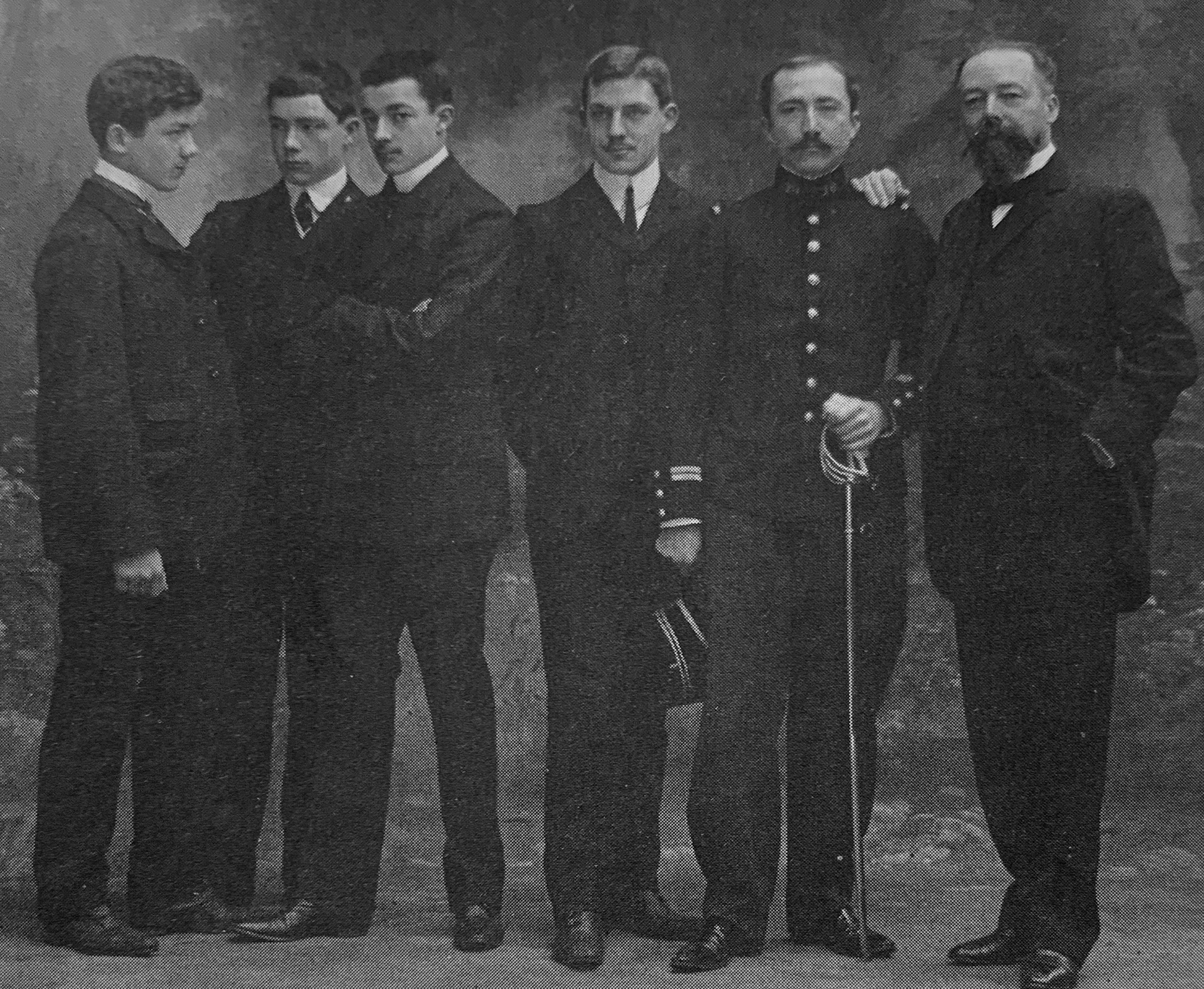
Paul Doumer avec ses cinq fils, dont quatre mourront pour la France
(Nadar, 1905).

Elle épouse Paul Doumer le 13 août 1878 à la mairie du 2e arrondissement de Paris. Le couple a huit enfants :
- Fernand (1879-1972), officier et industriel ;
- Hélène (1880-1968), mariée à Pierre Émery ;
- Marcel (1886-1918), ingénieur, mort pour la France ;
- René (1887-1917), employé de banque, mort pour la France ;
- André (1889-1914), lieutenant d'artillerie, mort pour la France ;
- Armand (1890-1923), docteur en médecine, mort pour la France (des suites d'une maladie due à l’inhalation de gaz asphyxiants) ;
- Lucile (1893-1917), mariée à Georges Creté ;
- Germaine (1897-1985), résistante durant la Seconde Guerre mondiale, mariée à Georges Lemaire.

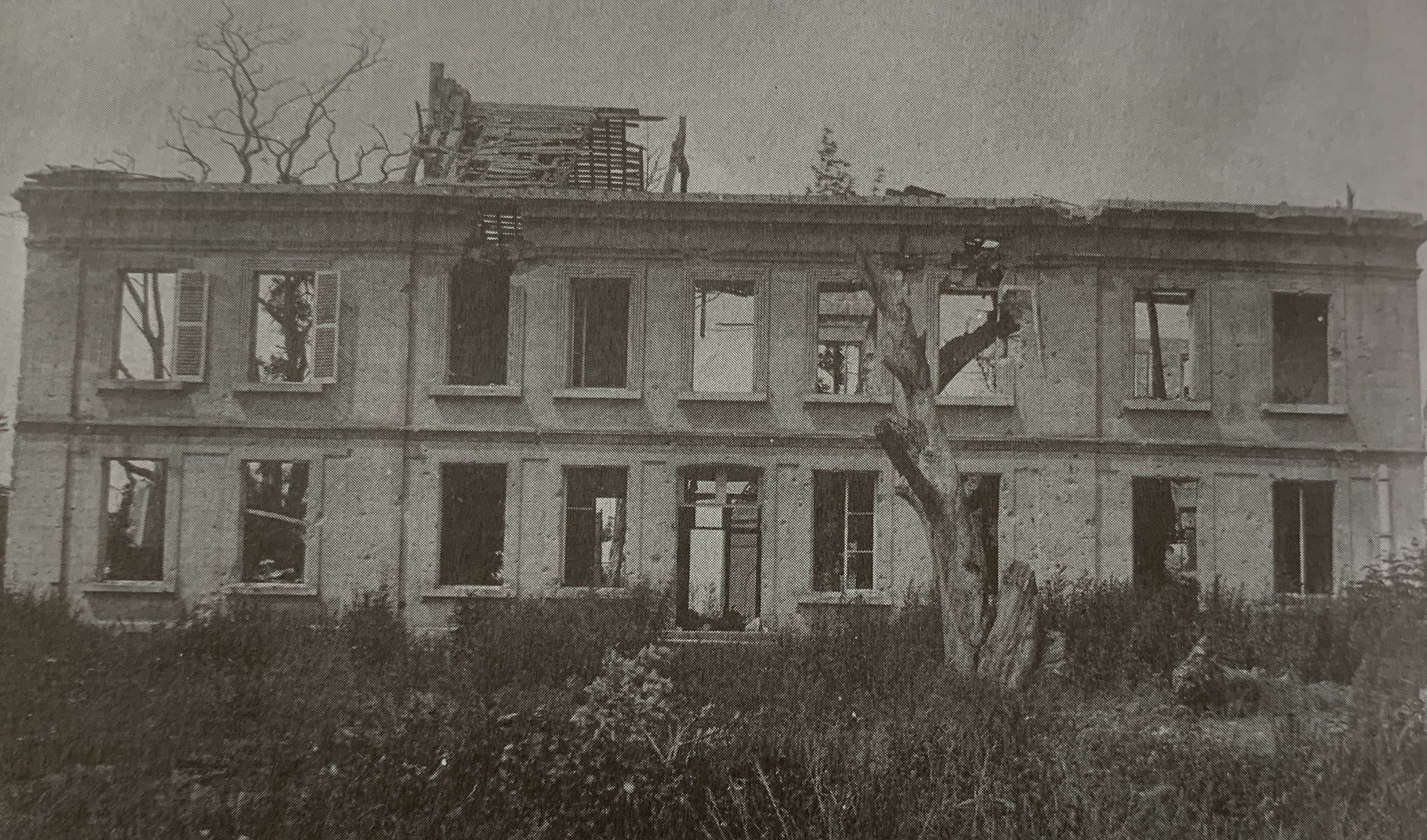
Maison de la famille Doumer détruite par les Allemands lors de la Première Guerre mondiale (Anizy-le-Château, 1920).

Marquée par la mort de ses quatre fils (sa fille Lucile mourra également de chagrin après avoir perdu ses frères), Blanche Doumer se fait austère et sort peu de son domicile.

### Épouse du président de la République
Son époux accède à la présidence de la République le 13 juin 1931. Paul Doumer étant un ascète et féru de travail, le couple présidentiel ne se retrouve que le soir, dans les appartements privés du palais de l'Élysée, également habité par leurs filles Hélène et Germaine.
Les époux Doumer, qui continuent de mener une vie simple malgré le faste du palais présidentiel, se promènent souvent avec leurs filles et petits-enfants, notamment dans le parc de Saint-Cloud ou au bois de Boulogne.

### Assassinat de son époux
Le 6 mai 1932, un immigré soviétique, Paul Gorgulov, tire sur Paul Doumer à l'hôtel Salomon de Rothschild lors de l'inauguration d'une vente de livres d’écrivains anciens combattants. Le chef de l'État meurt le lendemain des suites de ses blessures.
Les autorités souhaitent alors faire entrer la dépouille du président au Panthéon, mais sa veuve s'y oppose, déclarant : « Non, je vous l'ai donné toute sa vie. Laissez-le-moi maintenant. » Il est inhumé dans le caveau familial du cimetière de Vaugirard (Paris 15e).

### Mort et obsèques

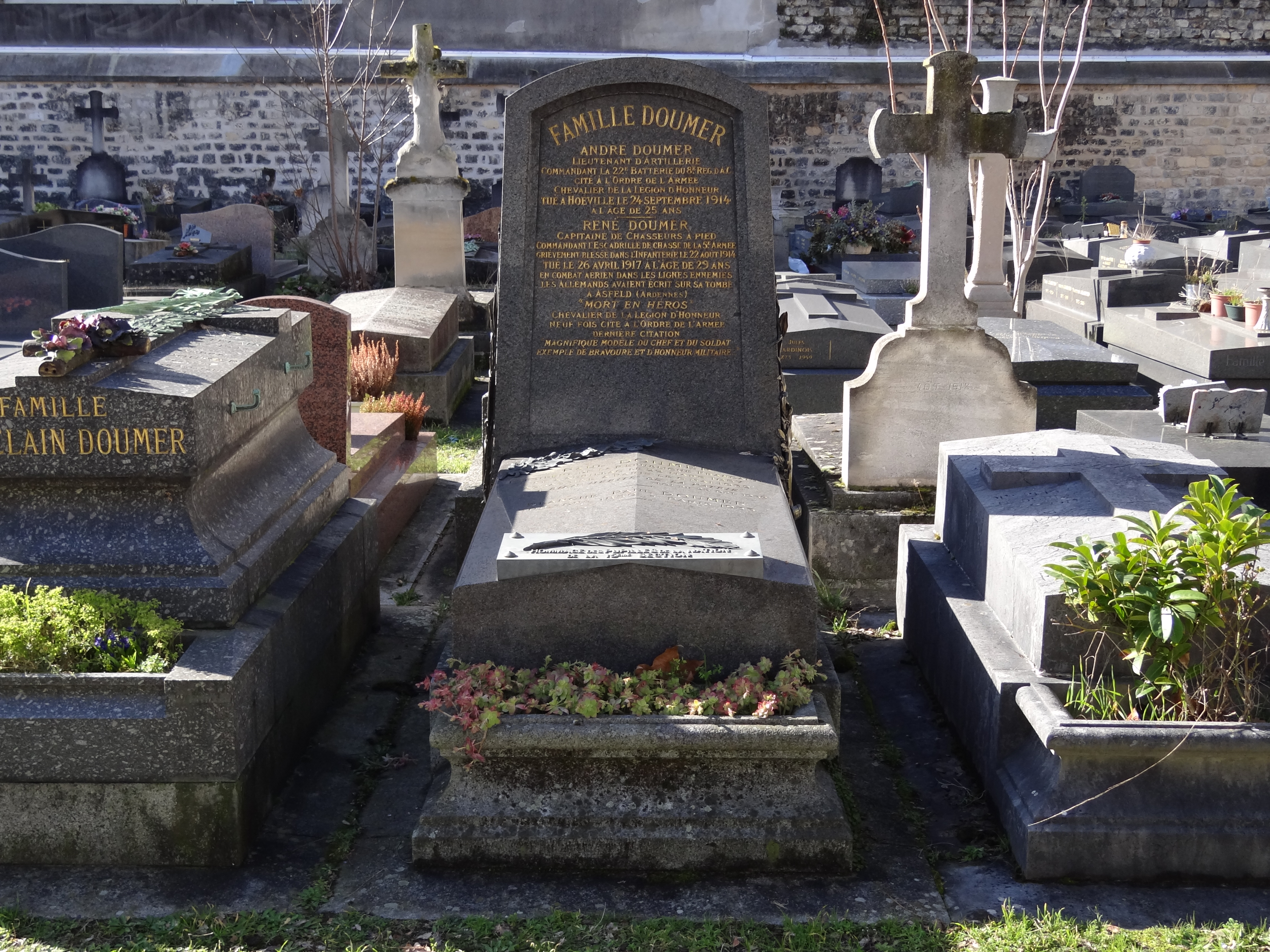
Tombe de la famille Doumer au cimetière de Vaugirard.

Après les funérailles de son époux, Blanche Doumer se retire dans son appartement du boulevard Delessert (Paris 16e). Elle apparaît cependant lors de l'inauguration du paquebot Président Doumer, en janvier 1933 à La Ciotat. Profondément affectée, elle survit moins d'un an à Paul Doumer, s'éteignant le 4 avril 1933 dans une clinique de la rue de la rue Georges-Bizet. Contrairement à ce qu'indique une rumeur, elle ne meurt pas des suites d'un accident de voiture.
La presse lui rend un hommage unanime, Le Figaro notant que « la France entière s'incline avec respect devant une grande Française, une mère admirable, dont les services rendus à la patrie se comptent par autant de deuils »,. Après des obsèques en l'église Notre-Dame-de-Grâce de Passy, Blanche Doumer est inhumée avec son époux et ses enfants au cimetière de Vaugirard.